# Edith Ditmas

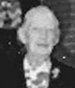
Edith Ditmas

Edith Margaret Robertson Ditmas (* 1896 in Weston-super-Mare; † 28. Februar 1986) war eine britische Dokumentarin, Historikerin und Schriftstellerin. Sie war eine prägende Funktionärin der britischen Association of Special Libraries and Information Bureaux.

## Leben
Von 1908 bis 1912 besuchte Ditmas die Royal School of Daughters of Officers of the Army in Bath. Ab 1918 studierte sie englische Literatur und Sprache in der Lady Margaret Hall, Oxford. Sie schloss 1920 mit dem Honours Degree und 1926 mit dem Master of Arts ab.
Nach einigen Jahren als Lehrerin trat Ditmas 1933 eine Stelle bei der Association of Special Libraries and Information Bureaux (Aslib, jetzt: Association for Information Management). Sie prägte Aslib über lange Zeit, unter anderem als Organisatorin einer Vielzahl von Konferenzen. Beim Wiederaufbau Aslibs in der Zeit nach dem Zweiten Weltkrieg war sie maßgeblich beteiligt und half dem Verband mit privaten finanziellen Mittel aus.
Von 1947 bis 1962 war sie Herausgeberin des Journal of Documentation. In den 1960er Jahren zog Ditmas nach Benson. Posthum wurde eine von ihr verfasste historische Abhandlung über Benson veröffentlicht.
Ditmas verfasste auch verschiedene Novellen.

## Werke (Auswahl)
- Edith Ditmas: Special Library in time of war. In: Proceeding of the 17th Aslib Conference. London 1942, S. 52–55.
- Edith Ditmas: Gareth of Orkney. Faber, London 1956.
- Edith Ditmas: Tristan and Iseult in Cornwall. Forrester Roberts, Gloucester 1970.
- Edith Ditmas: The Ditmas history of Benson. Pie Powder Press, Wallingford 2009.